# Исчезнувшая
«Исчезнувшая» (англ. Gone Girl) — американский детективный триллер 2014 года режиссёра Дэвида Финчера по одноимённому роману Гиллиан Флинн, которая сама переделала свою книгу в киносценарий. Главные роли исполнили Бен Аффлек и Розамунд Пайк. В широкий американский прокат фильм вышел 3 октября 2014 года, в России — днём раньше.

## Сюжет
У супругов Ника, преподавателя литературы, и Эми Данн пятая годовщина свадьбы. Вернувшись домой после утреннего отъезда, Ник обнаруживает, что его супруга исчезла при обстоятельствах, похожих на похищение. Инцидент получает большую огласку в прессе, потому что Эми была источником вдохновения для книг «Супер-Эми», которые писали её родители. Далее рассказывается история отношений Ника и Эми в виде воспоминаний из её дневника, где описывается период жизни с момента их знакомства в 2005 году до её исчезновения в 2012 году.
Параллельно показываются события с момента пропажи Эми. За дело об исчезновении берётся детектив Ронда Бони, сотрудник полицейского департамента. Полицейские замечают некоторые противоречия в поведении Ника: он выглядит отчуждённым, но в то же время старается быть доброжелательным, содействуя поискам Эми. Воспоминания из дневника Эми показывают, что после вступления в брак у супругов постепенно начинался кризис отношений; оба остались без работы после сокращения и переехали из Нью-Йорка в Миссури, родной штат Ника, где жила его мать (умирающая от рака) и сестра Марго. Со временем Ник становится всё более отдалённым и безразличным к Эми, что приводит к ссорам. Он начинает втайне изменять Эми, закрутив роман со своей студенткой Энди.
Детектив Бони находит целый ряд фактов, которые наводят на подозрения о причастности Ника к пропаже Эми. Сначала она обнаруживает плохо смытые следы крови в доме, где живут супруги. Затем Бони выясняет, что у пары были финансовые проблемы (117 000 долларов долга по кредитной карте, покупки, которые Ник отрицает, и увеличенная незадолго до исчезновения Эми её страховка за жизнь в размере 1,2 млн долларов). Также находится свидетель, который подтверждает, что Эми, будучи напуганной, пыталась купить у него пистолет. Выясняется, что Эми была беременна, о чём сам Ник узнаёт только со слов Бони. Для Ника начинаются сложные времена — в полиции и в прессе всерьёз обсуждают его причастность к исчезновению жены. Однако ещё во время первого обследования места преступления Ник и детектив Бони находят некую «первую подсказку», где в стихотворной форме даётся загадка, разрешение которой приводит их в его рабочий офис. Там Ник находит женские трусики и «вторую подсказку», которая приводит в дом его отца.
В доме отца Ник находит «третью подсказку», но скрывает её от полиции, приехавшую на сработавшую сигнализацию, в которой кто-то изменил код. Ронда пытается понять, зачем Ник приехал туда (Ник не сообщает полиции о том, что во второй подсказке говорится именно об этом месте). Обследуя дом, она находит в подвале в печке полуобгоревший дневник Эми, где последними словами были «Мой муж может убить меня», что ещё сильнее заставляет детектива верить в виновность Ника. Сначала Ник не понимает, что имеется в виду в «третьей подсказке», но со временем он догадывается, что его жена жива и специально всё подстроила, начиная с финансовых трудностей (Ник входит в сарай Марго, о котором говорится в «третьей подсказке», и видит, что в нём находятся те самые покупки, якобы сделанные при помощи кредитки Эми) и заканчивая обнаружением полицией её дневника.
Далее выясняется, что Эми инсценирует своё исчезновение, уезжает на машине из города, меняет внешность и селится в дешёвом мотеле, где внимательно следит за связанными с ней событиями. Голос Эми за кадром объясняет, что она разочаровалась в браке с Ником. Эми узнала, что муж изменяет ей со своей студенткой и решила ему отомстить, создав улики для подозрения Ника в её убийстве. Она завела дружбу с беременной соседкой, рассказывала ей о тяжёлой жизни с мужем, а затем воспользовалась её мочой, чтобы фальсифицировать беременность. Втайне от Ника она увеличила сумму страховки за свою жизнь. На месте преступления она создала «погрешности», чтобы сложилось впечатление, что похищение инсценировано. Конечной целью Эми является покончить с собой, чтобы Нику предъявили обвинение в убийстве и приговорили к смертной казни.
Ник тем временем рассказывает своей сестре, что в утро их пятой с Эми годовщины он хотел заговорить с женой о разводе. Понимая, насколько серьёзно Эми подставила его, он решает нанять дорогого адвоката, специалиста по «убийствам жен» Таннера Болта, который рекомендует Нику встретиться и узнать больше информации у двух бывших парней Эми: Томми О’Хары и Дэзи Колингса. О’Хара рассказывает Нику, что Эми также подставила его, в результате чего Томми теперь считают насильником. Колингс, разрыв с которым Эми разъясняла его одержимостью ею, отказывается разговаривать с Ником. Таннер настаивает, чтобы Ник признался в том, что у него есть любовница, и дал интервью в программе телеведущей Шэрон Шибер. Адвокат аргументирует это тем, что многомиллионная аудитория шоу проникнется симпатией к Нику за его искренность и раскаяние. Эми грабят соседи по мотелю, и она решается позвонить Дэзи. Тот, испытывая к Эми тёплые чувства, соглашается приютить её у себя. Дэзи селит Эми в доме со всеми удобствами внутри и предлагает ей «начать всё с чистого листа».
Энди делает признание на телевидении, раскаявшись за то, что состояла в связи с женатым мужчиной. Родители Эми реагируют на это резко негативно и ещё больше начинают считать, что исчезновение их дочери — дело рук её мужа. Несмотря на это, Ник даёт интервью на телевидении, где изображает сожаление о своих поступках, отрицает убийство Эми и просит жену вернуться. Ник получает поддержку и понимание публики. Однако затем Ника и Марго задерживает полиция по анонимной наводке Эми. Она подстраивает всё таким образом, что Марго якобы прятала в своём сарае тайно купленные Ником вещи при помощи кредитки Эми, а он будто бы пытался сжечь в камине орудие преступления со следами крови своей жены. Таннер вытаскивает брата и сестру из тюрьмы под залог.
Тем временем Эми, увидев телепередачу Шэрон Шибер с Ником в качестве гостя, начинает верить мужу, думая, что он «исправился». Она решает вернуться и задумывает план, как сделать своё отсутствие логичным. Эми имитирует следы верёвок на запястьях и насилует себя бутылкой. Пользуясь тем, что в доме Дэзи много камер, она изображает перед ними, что подвергается сексуальному насилию. Когда Дэзи возвращается в дом, Эми соблазняет его и убивает во время секса. Взяв его машину, она возвращается домой, где перед репортёрами бросается в объятия мужа.
В клинике полиция допрашивает Эми. Она говорит, что Дэзи вломился к ней, похитил, увёз к себе в дом на озере и насиловал её там. Детектив Бони находит множество несостыковок в показаниях, но её вопросы прерывают другие следователи, считающие, что Эми говорит правду. В итоге полиция закрывает дело, и Бони понимает, что Эми действительно умалчивает о чём-то важном. Супруги возвращаются в свой дом. Эми рассказывает Нику, что она убила Дэзи, чтобы вернуться к нему, но он желает уйти от жены, потому что не доверяет ей и считает очень опасной.
СМИ делают из Эми «любимицу Америки», все восхищаются её героизмом. Ник, зная правду, собирается опровергнуть всё это. Однако Эми делает искусственное оплодотворение при помощи спермы Ника, которую он хотел отнести в центр репродукции, и сообщает ему об этом. Эми говорит, что будущий ребёнок возненавидит его, если он уйдёт. Осознавая, что теперь у него будет ребёнок, Ник принимает на себя обязанности и остаётся с Эми. Ник и Эми выступают на национальном телевидении и объявляют, что ждут ребёнка.

## В ролях

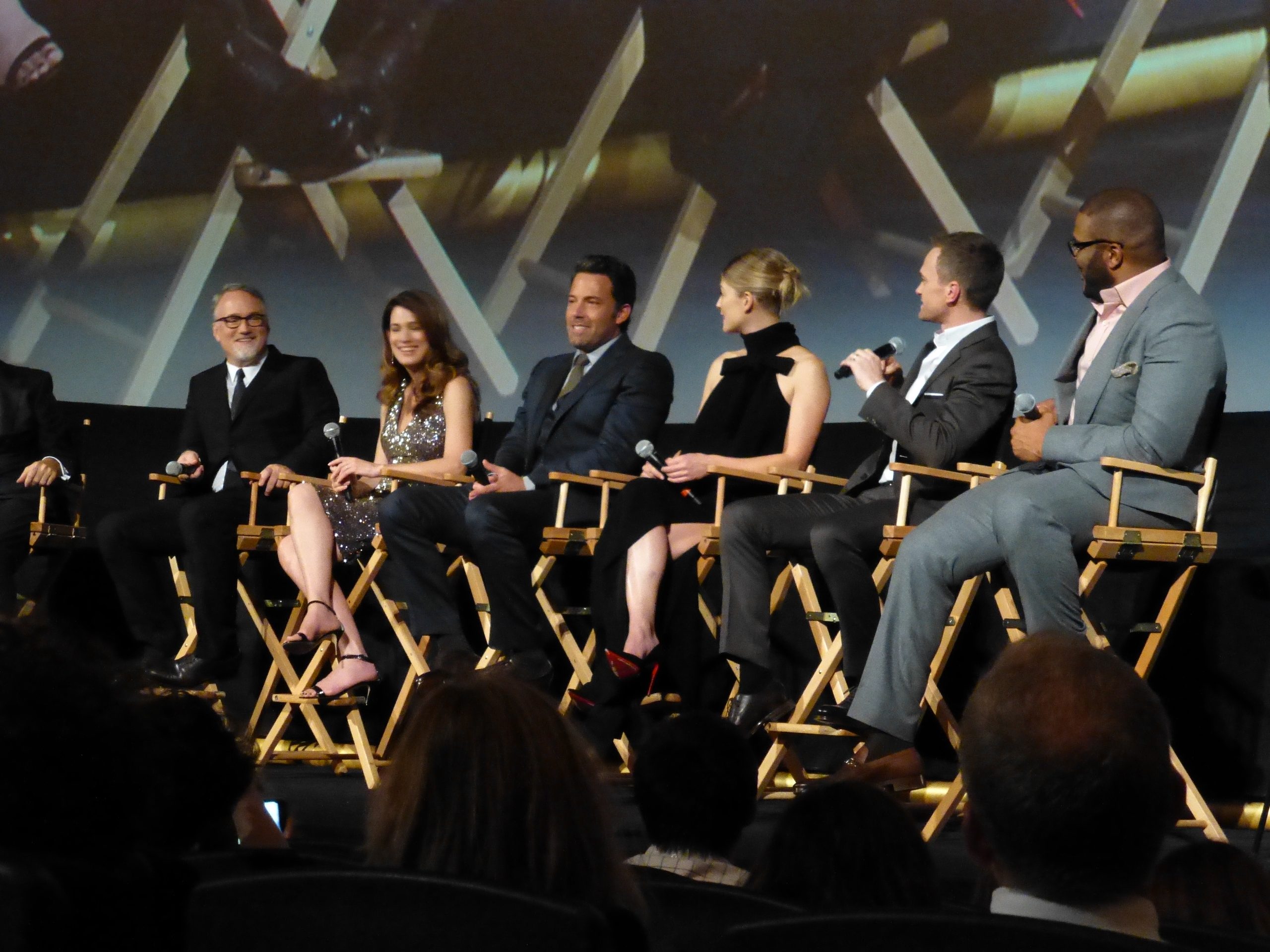
Съёмочная группа на премьере фильма, Нью-Йоркский кинофестиваль (2014)

| Актёр               | Роль                                                            |
| ------------------- | --------------------------------------------------------------- |
| Бен Аффлек          | Николас (Ник) Данн                                              |
| Розамунд Пайк       | Эми Эллиотт-Данн жена Ника                                      |
| Кэрри Кун           | Марго (Го) Данн сестра-близнец Ника                             |
| Ким Диккенс         | детектив Ронда Бони                                             |
| Нил Патрик Харрис   | Дэзи Коллингс бывший бойфренд Эми                               |
| Тайлер Перри        | Таннер Болт адвокат Ника                                        |
| Эмили Ратаковски    | Энди любовница Ника                                             |
| Патрик Фьюгит       | детектив Джим Джилпин                                           |
| Кэтлин Роуз Перкинс | Шона Келли волонтёр                                             |
| Дэвид Кленнон       | Рэнд Эллиотт отец Эми                                           |
| Лиза Бейнс          | Мэрибет Эллиотт мать Эми                                        |
| Мисси Пайл          | телеведущая Эллен Эбботт                                        |
| Скут Макнейри       | Томми О’Хара бывший бойфренд Эми, обвинённый в её изнасиловании |
| Кейси Уилсон        | Ноэль Хоторн соседка Даннов и «подруга» Эми                     |
| Лола Кёрк           | Грета                                                           |
| Бойд Холбрук        | Джефф                                                           |
| Сила Уорд           | телеведущая Шэрон Шибер                                         |

## Создание
22 января 2013 было объявлено, что Дэвид Финчер рассматривается на пост режиссёра фильма. 
11 июля 2013 стало известно, что с Беном Аффлеком ведутся переговоры об исполнении главной мужской роли. 
На роль Эми Данн рассматривались Шарлиз Терон, Натали Портман, Эмили Блант, Эбби Корниш и Оливия Уайлд. 25 июля Розамунд Пайк получила главную женскую роль. 5 сентября 2013 было официально объявлено, что к актёрскому составу присоединились Тайлер Перри, Нил Патрик Харрис, Ким Диккенс, Патрик Фьюгит и Кэрри Кун. 16 сентября 2013 года стало известно, что Эмили Ратаковски сыграет Энди.
Съёмки начались 15 сентября 2013 в Кейп Джирардо, Миссури и длились около пяти недель. Некоторые сцены снимались в Лос-Анджелесе.
21 января 2014 Трент Резнор через Твиттер объявил, что он и Аттикус Росс напишут музыку к фильму.

## Отзывы
Фильм высоко оценён кинокритиками. На сайте Rotten Tomatoes фильм получил рейтинг 88 % на основе 307 рецензий со средним баллом 8 из 10. На сайте Metacritic фильм получил оценку 79 из 100 на основе рецензий 49 критиков.
Критики Vulture высоко оценили режиссёрскую работу, сценарий, визуальный стиль и игру актёров, в особенности Аффлека, Пайк, Тайлера Перри, Кэрри Кун и Мисси Пайл. The Economist писал, что может это и не идеальный фильм, но это идеальная экранизация.

## Награды и номинации
- 2014 — в десятке лучших фильмов года по версии Национального совета кинокритиков США.
- 2014 — 7 номинаций на премию «Спутник»: лучший фильм, режиссёр (Дэвид Финчер), адаптированный сценарий (Гиллиан Флинн), женская роль (Розамунд Пайк), операторская работа (Джефф Кроненвет), оригинальная музыка (Трент Резнор, Аттикус Росс), звук (Рен Клайс, Стив Кантамесса).
- 2015 — номинация на премию «Оскар» за лучшую женскую роль (Розамунд Пайк).
- 2015 — четыре номинации на премию «Золотой глобус»: лучший режиссёр (Дэвид Финчер), лучший сценарий (Гиллиан Флинн), лучшая женская роль в драматическом фильме (Розамунд Пайк), лучшая оригинальная музыка (Трент Резнор, Аттикус Росс).
- 2015 — две номинации на премию BAFTA за лучшую женскую роль (Розамунд Пайк) и за лучший адаптированный сценарий (Гиллиан Флинн).
- 2015 — номинация на премию Гильдии киноактёров США за лучшую женскую роль (Розамунд Пайк).
- 2015 — две премии «Сатурн» за лучший триллер и за лучшую женскую роль (Розамунд Пайк).
- 2015 — номинация на премию «Грэмми» за лучший саундтрек (Трент Резнор, Аттикус Росс).
- 2015 — премия Лондонского кружка кинокритиков в номинации «лучшая британская актриса года» (Розамунд Пайк).
- 2015 — номинация на премию Гильдии продюсеров США в номинации «лучший продюсер фильма в театральном прокате» (Шон Чаффин).
- 2015 — номинация на премию Гильдии сценаристов США за лучший адаптированный сценарий (Гиллиан Флинн).